# Parque nacional de las Secuoyas

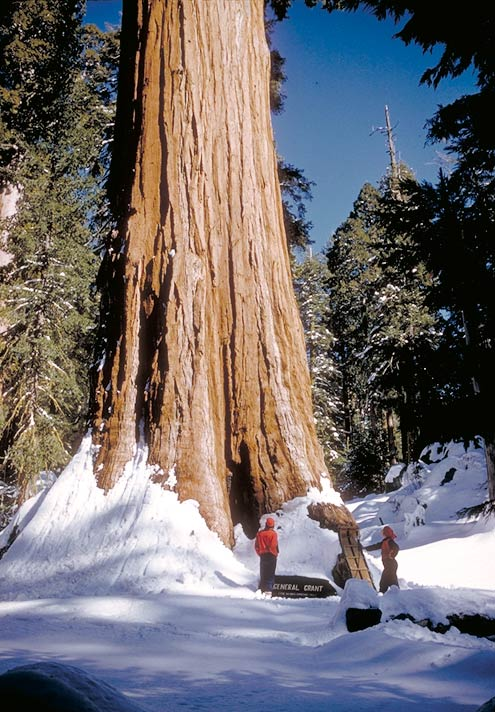
Secuoya gigante en el parque nacional de las Secuoyas (Sequoiadendron). El General Grant

El parque nacional de las Secuoyas (en inglés: Sequoia National Park) es un parque nacional ubicado en la parte sur de Sierra Nevada, al este de Visalia, California, Estados Unidos. El parque nacional fue creado el 25 de septiembre de 1890 protegiendo un área de 1635 km²  compuesta de bosques montanos, el parque alberga el punto más alto de los Estados Unidos contiguos, el Monte Whitney con una elevación de 4,421 m.  El parque se encuentra al sur del Parque Nacional Cañón de los Reyes y son administrados en conjunto por el Servicio de Parques Nacionales bajo el nombre de Sequoia and Kings Canyon National Parks y en 1976 la UNESCO las designó como la Sequoia-Kings Canyon Biosphere Reserve,  fue el tercer parque en ser creado después del parque nacional Yellowstone y del ahora desaparecido parque nacional Mackinac.
El parque es famoso por sus secuoyas gigantes, incluyendo al General Sherman, el árbol más grande del planeta en volumen. Este crece en Giant Forest, una arboleda que contiene cinco de los diez árboles más grandes del mundo, está conectado por la Carretera General   que va a General Grant Grove en el Parque Nacional Cañón de los Reyes, hogar del General Grant, entre otras secuoyas gigantes. Los bosques de secuoyas gigantes del parque tienen 819 km² de bosques vírgenes compartidos por los Parques Nacionales Secuoya y Cañón de los Reyes.   Los parques preservan un paisaje creado por la tribu Mono la cual se estableció en la Sierra Nevada, antes de la colonización euroamericana. 
Una de las características predominantes de este parque es el famoso bosque de las secuoyas gigantes (Sequoiadendron giganteum), incluyendo al conocido General Sherman, el árbol más grande en volumen del mundo; llama la atención por su espectacularidad, con 84 m de alto y 11 m de diámetro. Dentro del parque se encuentra el monte Whitney, la mayor cumbre de los Estados Unidos fuera del territorio de Alaska ,con una altura de 4418 metros. Otros lugares de interés son el cañón del río Kern, el Monumento Nacional de la Secuoya Gigante y Crystal Cave (una caverna de mármol). 

## Entrada sur
Muchos visitantes entran al Parque Nacional de las Secuoyas a través de su entrada sur cerca de la ciudad de Three Rivers en Ash Mountain a 520 m de altitud.  Las elevaciones más bajas alrededor de la montaña albergan al único ecosistema de las estribaciones de Sierra Nevada protegido por el Servicio de Parques Nacionales, que consiste en bosques de robles azules,  chaparrales, pastizales, plantas de yuca y valles fluviales empinados y templados. El clima estacional resulta en un paisaje cambiante a lo largo de las estribaciones, con veranos calurosos que crean un paisaje árido, mientras que las lluvias de primavera e invierno resultan en zonas con flores silvestres exuberantes.  La región también contiene una abundante fauna: linces rojos, zorros, ardillas, serpientes de cascabel, pekánes y ciervos los cuales se ven comúnmente en esta área, y raramente pumas.  El último oso pardo de California fue asesinado en este parque en 1922 (en Horse Corral Meadow).  El roble negro de California es una especie de transición clave entre el chaparral y el bosque de coníferas de mayor altitud. 
En las elevaciones más altas de la zona, entre 1700 y 2700 m, el paisaje se transforma en un cinturón de coníferas dominado por bosques de montaña. Aquí se encuentran pinos ponderosa, Jeffrey, de azúcar y contorta, así como abundantes abetos blancos y rojos. También se encuentran aquí las secuoyas gigantes, los árboles más grandes del planeta.  Entre los árboles, la nieve derretida en primavera y verano a veces se extiende para formar prados exuberantes, aunque delicados.  En esta región, los visitantes suelen ver ciervos, ardillas de Douglas y osos negros americanos, que a veces irrumpen para comer la comida dejada por los turistas. Hay planes para reintroducir al borrego cimarrón en este parque. 

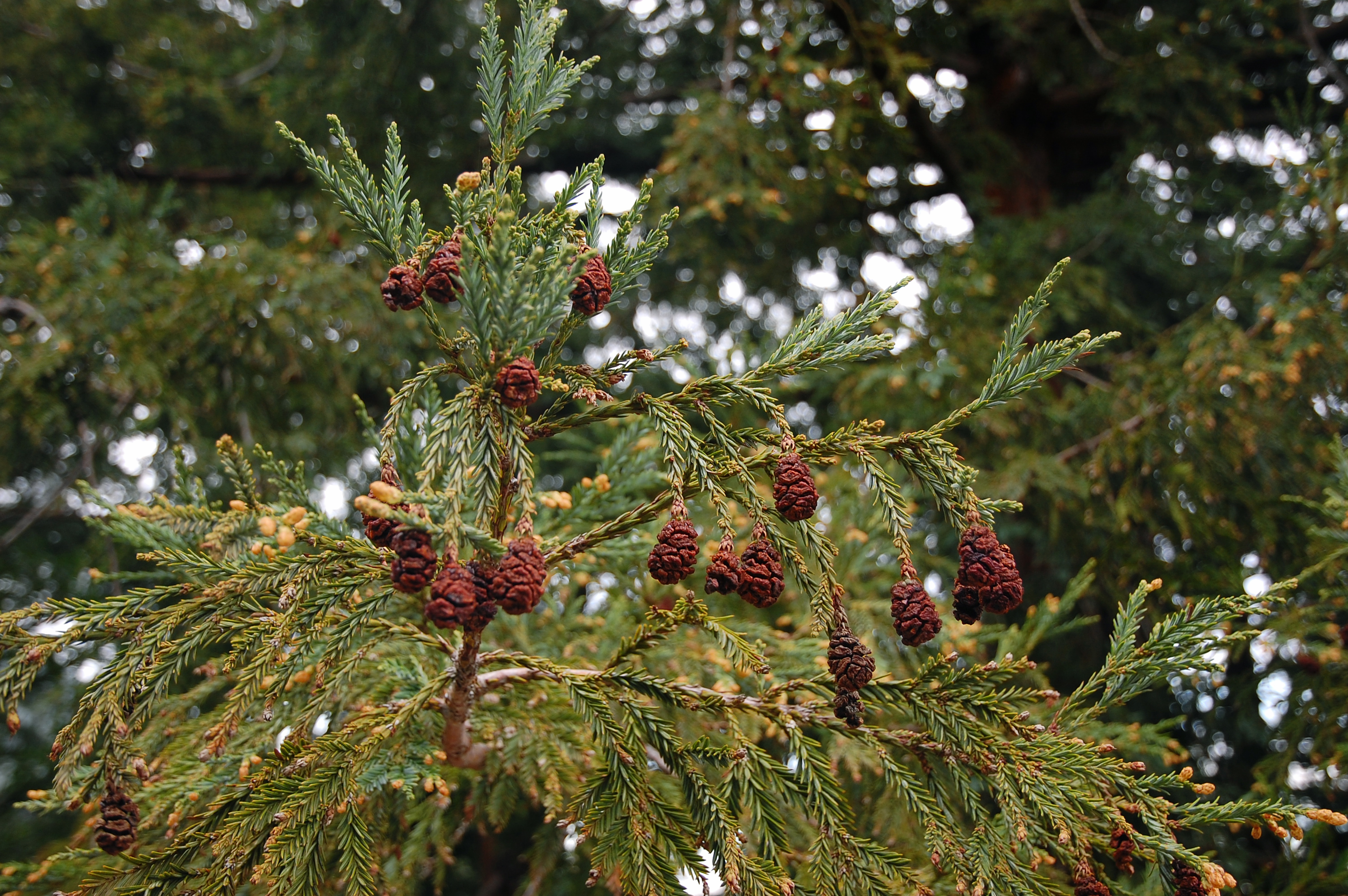
Imagen de los conos de una secuoya

## Entrada norte
La gran mayoría del lugar es una zona silvestre sin carreteras; ninguna carretera cruza la Sierra Nevada dentro de sus límites. El 84% de los Parques está designado como zona silvestre y solo se puede acceder a ella a pie o a caballo. La mayor parte fue designada como Sequoia-Kings Canyon Wilderness en 1984  y la parte suroeste fue protegida como John Krebs Wilderness en 2009 

## Historia
El área que ahora es el Parque Nacional de las Secuoyas muestra evidencia de asentamientos nativo americanos desde el año 1000 d. C.  donde fue el primer hogar de los nativos americanos Mono, que residían principalmente en la cuenca del río Kaweah en la región de Las Colinas de lo que ahora es el parque, aunque existe evidencia de asentamientos en Giant Forest.  Los miembros de esta tribu eran residentes permanentes del parque, con una población estimada de alrededor de 2000.  En el verano, los nativos americanos Tubatulabal usaban la parte oriental del área (la cuenca del río Kern) como sus terrenos para cazar en verano.  Durante este tiempo, la tribu Mono viajaba por los altos pasos de montaña para comerciar con las tribus del este. Hasta el día de hoy, se pueden encontrar pictografías en varios sitios dentro del parque, especialmente en Hospital Rock y Potwisha,   así como morteros de lecho de roca utilizados para procesar bellotas, un alimento básico para el pueblo.

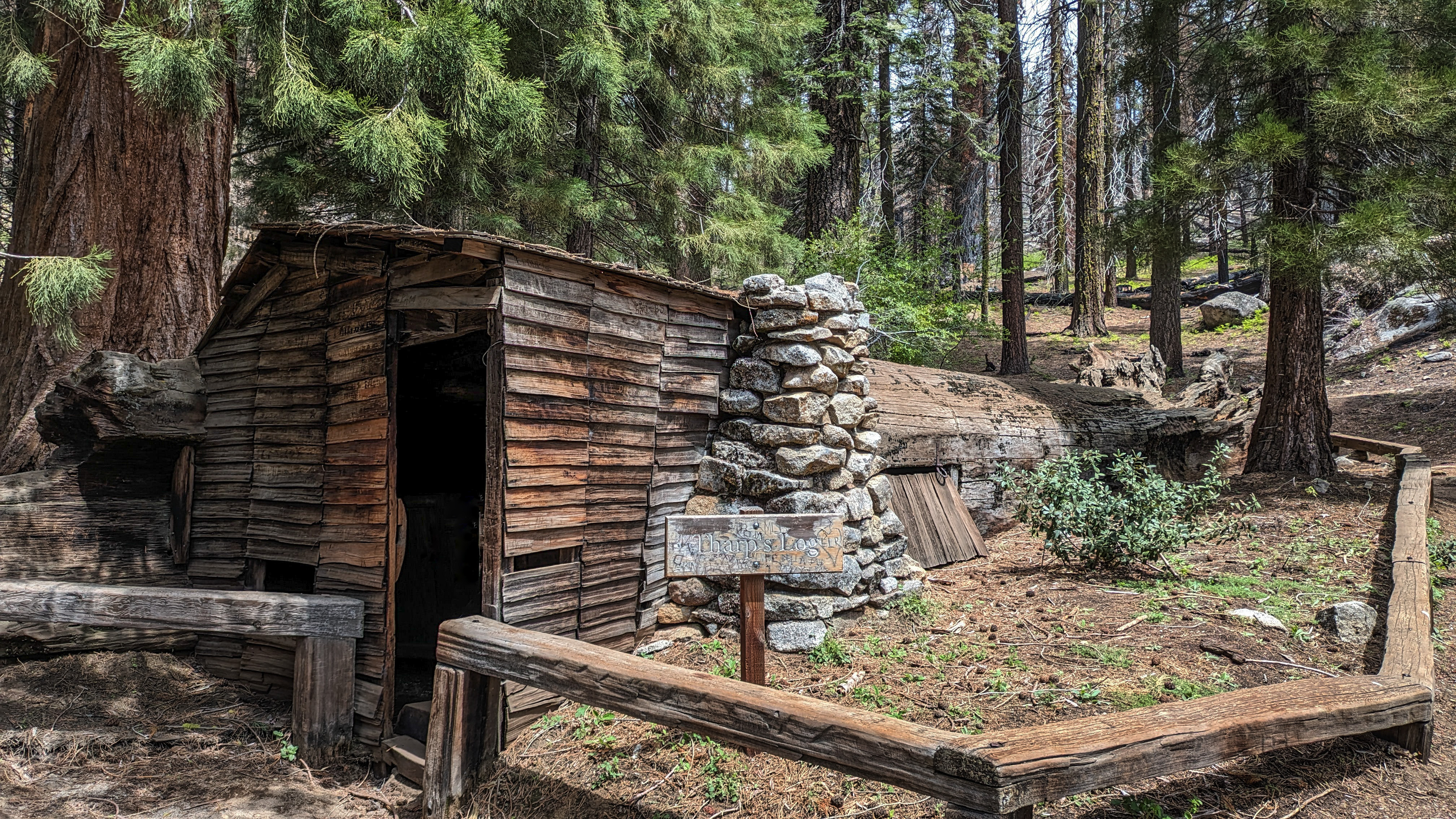
Tharp´s Log, una cabaña creada a partir de un tronco hueco de secuoya gigante.

El primer colono europeo en establecerse en el área fue Hale Tharp, quien famosamente construyó una casa a partir de un tronco de secuoya gigante caído ahuecado en el Giant Forest junto a Log Meadow.  Tharp llegó en 1858 a la región y se encontró con varios grupos de nativos americanos, el más grande de alrededor de 600 con varios otros grupos más pequeños encontrados en elevaciones mayores.  Después de entablar amistad con la tribu Mono, a Tharp le mostraron la arboleda de Giant Forest.  Después de su asentamiento, llegaron más colonos alrededor de 1860. Poco después, entre 1860 y 1863, epidemias de viruela, sarampión y escarlatina mataron a la mayoría de los nativos americanos que vivían en el área. Después de esto, el resto de los nativos americanos se fueron con el campamento más grande (Hospital Rock) abandonado en 1865.  Durante su tiempo en el área, los Monachee usaron la quema periódica de fuego para ayudar en la caza y la agricultura. Esta técnica desempeñó un papel importante en la ecología de la región y permitió el desarrollo de una cubierta vegetal natural.  Tras su partida, Tharp y otros colonos permitieron que ovejas y ganado pastaran en la pradera, manteniendo al mismo tiempo un respeto por la grandeza del bosque y liderando las primeras luchas contra la tala en la zona. De vez en cuando, Tharp recibía la visita de John Muir, quien se alojaba en su cabaña. La cabaña de Tharp aún puede visitarse hoy en día en su ubicación original en Giant Forest. Los intentos de Tharp por conservar las sequoias gigantes tuvieron inicialmente un éxito limitado. En la década de 1880, colonos blancos que buscaban crear una sociedad utópica fundaron la Colonia Kaweah, cuyo objetivo era el éxito económico en el comercio de madera de secuoya. Posteriormente se descubrió que las secuoyas gigantes, a diferencia de sus parientes costeros, se astillaban con facilidad y, por lo tanto, no eran aptas para la tala, aunque miles de árboles fueron talados antes de que cesaran definitivamente las operaciones de tala. El presidente Benjamin Harrison finalmente firmó la legislación que estableció el Parque Nacional de las Secuoyas el 25 de septiembre de 1890,  convirtiéndose en el segundo parque nacional jamás establecido en Estados Unidos y poniendo fin a la tala en la zona. Otra consecuencia de que Giant Forest se uniera al Parque Nacional de las Secuoyas fue el cambio en el empleo del parque. Antes de la incorporación por parte del Servicio de Parques Nacionales, el parque estaba administrado por tropas del ejército estadounidense del 24.º Regimiento de Infantería y el 9.º Regimiento de Caballería, mejor conocidos como los Buffalo Soldiers.   Estas tropas segregadas, fundadas en 1866, eran hombres afroamericanos del sur, un grupo demográfico invaluable para el ejército con las tasas más bajas de deserción. Los Buffalo Soldiers completaron proyectos de infraestructura del parque, así como tareas de administración del parque, lo que ayudó a dar forma al papel del guardabosques moderno. Los Buffalo Soldiers ascendieron a esta posición debido a la falta de fondos para el parque, lo que llevó a la incapacidad de contratar civiles.  El tercer graduado afroamericano de West Point, el capitán Charles Young,  lideró las caballerías de Buffalo Soldiers. Young consiguió este puesto como resultado de la segregación desenfrenada en todo el ejército: como hombre negro, no se le permitió liderar ninguna unidad de combate.  Demostró su capacidad de liderazgo a través de sus iniciativas en el Parque Nacional, delegando proyectos de infraestructura, recibiendo turistas y políticos, y estableciendo un sólido modelo de ética laboral entre sus hombres. Young también fue una figura destacada en la conservación temprana del parque nacional. Aprobó la dedicación de árboles en honor a figuras prominentes como medio para promover su preservación. Un ejemplo de ello es la secuoya dedicada al esclavo fugitivo y activista Booker T. Washington. Young también argumentó ante el Secretario del Interior que la falta de aplicación de las leyes de protección forestal permitió que continuaran las prácticas perjudiciales de la tala y la popular afición turística de grabar nombres en las secuoyas. 

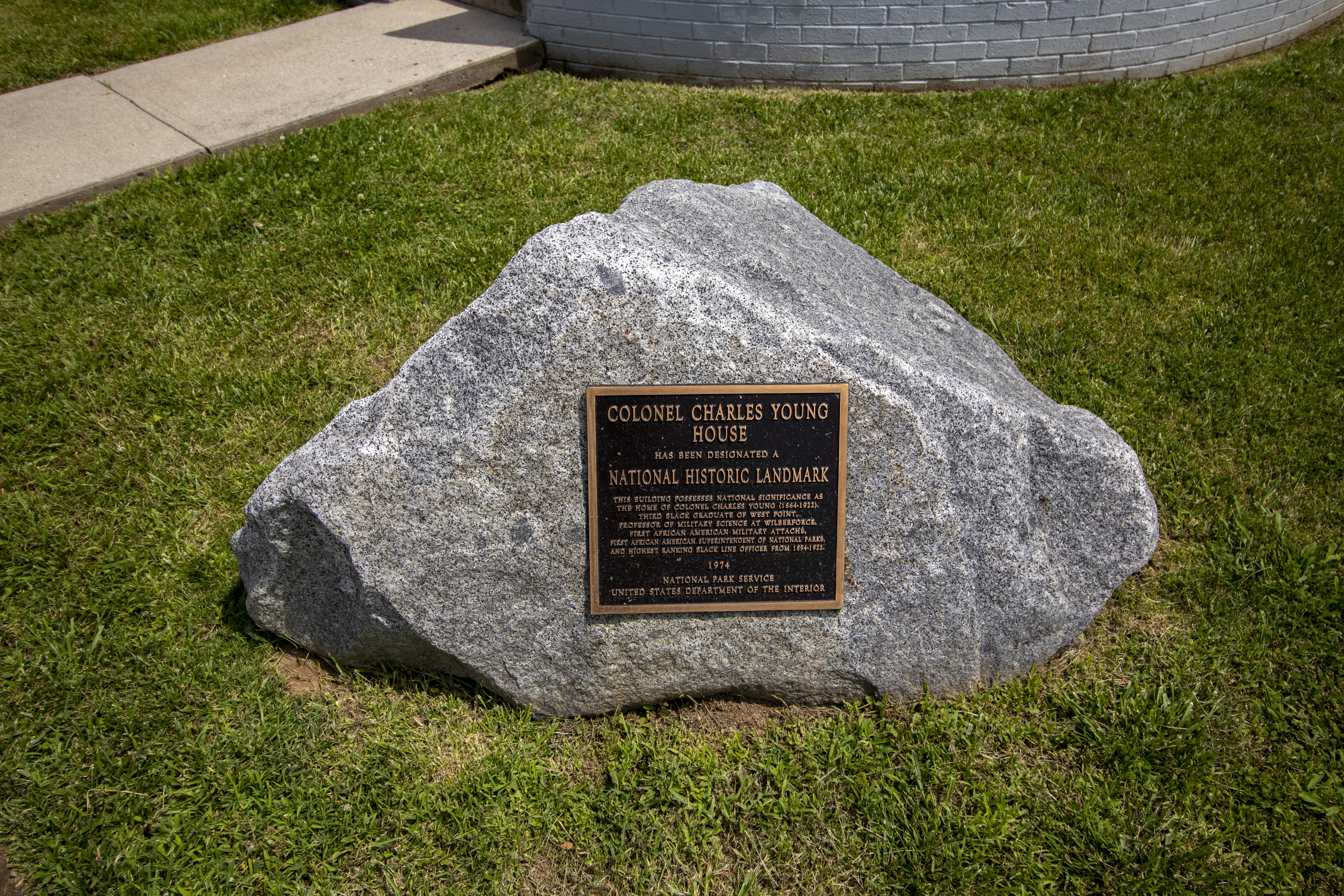
Una roca encontrada en el Parque Nacional de las Secuoyas en honor al Capitán Charles Young.

En 1978 se produjo una expansión, cuando los esfuerzos populares, encabezados por el Sierra Club, combatieron los intentos de la Walt Disney Company de comprar un antiguo sitio minero de alta montaña al sur del parque para usarlo como estación de esquí.  Este sitio, conocido como Mineral King, fue anexado al parque.   Su nombre se remonta a principios de 1873, cuando los mineros de la zona formaron el distrito minero Mineral King.  Mineral King es el sitio de mayor elevación dentro del parque y un destino popular para escaladores.
El parque nacional estuvo parcialmente cerrado en septiembre de 2020 debido al incendio del SQF Complex,  y completamente cerrado desde mediados de septiembre hasta mediados de diciembre de 2021 debido al incendio del KNP Complex. 

## Clima
Según el sistema de clasificación climática de Köppen, el Parque Nacional de las Secuoyas abarca cinco tipos de clima, enumerados aquí de mayor a menor elevación: Tundra ( ET ), clima subártico con influencia mediterránea ( Dsc ), clima continental húmedo con veranos cálidos con influencia mediterránea ( Dsb ) y clima mediterráneo con veranos cálidos ( Csa ). La precipitación también disminuye con base en la altitud. Según el Departamento de Agricultura de los Estados Unidos, la zona de rusticidad de las plantas en el Centro de Visitantes de Giant Forest a 1964 m. es 8a, con una temperatura mínima anual promedio de -11,1 °C. 
| Parámetros climáticos promedio de Lodgepole, California, 1991–2020 normals, extremes 1968–2021, elev: 6735 pies (2052,8 m) | Parámetros climáticos promedio de Lodgepole, California, 1991–2020 normals, extremes 1968–2021, elev: 6735 pies (2052,8 m) | Parámetros climáticos promedio de Lodgepole, California, 1991–2020 normals, extremes 1968–2021, elev: 6735 pies (2052,8 m) | Parámetros climáticos promedio de Lodgepole, California, 1991–2020 normals, extremes 1968–2021, elev: 6735 pies (2052,8 m) | Parámetros climáticos promedio de Lodgepole, California, 1991–2020 normals, extremes 1968–2021, elev: 6735 pies (2052,8 m) | Parámetros climáticos promedio de Lodgepole, California, 1991–2020 normals, extremes 1968–2021, elev: 6735 pies (2052,8 m) | Parámetros climáticos promedio de Lodgepole, California, 1991–2020 normals, extremes 1968–2021, elev: 6735 pies (2052,8 m) | Parámetros climáticos promedio de Lodgepole, California, 1991–2020 normals, extremes 1968–2021, elev: 6735 pies (2052,8 m) | Parámetros climáticos promedio de Lodgepole, California, 1991–2020 normals, extremes 1968–2021, elev: 6735 pies (2052,8 m) | Parámetros climáticos promedio de Lodgepole, California, 1991–2020 normals, extremes 1968–2021, elev: 6735 pies (2052,8 m) | Parámetros climáticos promedio de Lodgepole, California, 1991–2020 normals, extremes 1968–2021, elev: 6735 pies (2052,8 m) | Parámetros climáticos promedio de Lodgepole, California, 1991–2020 normals, extremes 1968–2021, elev: 6735 pies (2052,8 m) | Parámetros climáticos promedio de Lodgepole, California, 1991–2020 normals, extremes 1968–2021, elev: 6735 pies (2052,8 m) | Parámetros climáticos promedio de Lodgepole, California, 1991–2020 normals, extremes 1968–2021, elev: 6735 pies (2052,8 m) |
| Mes | Ene. | Feb. | Mar. | Abr. | May. | Jun. | Jul. | Ago. | Sep. | Oct. | Nov. | Dic. | Anual |
| --- | --- | --- | --- | --- | --- | --- | --- | --- | --- | --- | --- | --- | --- |
| Temp. máx. abs. (°C) | 18.3 | 18.3 | 18.9 | 22.8 | 29.4 | 31.7 | 33.3 | 31.7 | 32.8 | 27.2 | 19.4 | 15.6 | 33.3 |
| Temp. máx. media (°C) | 4 | 5 | 7.4 | 10 | 14.7 | 20.2 | 24.5 | 24.4 | 21.1 | 14.9 | 8.1 | 2.9 | 13.1 |
| Temp. media (°C) | -2.1 | -1.3 | 0.9 | 3.2 | 7.6 | 12.2 | 16.1 | 15.6 | 12.6 | 7.2 | 1.7 | -2.6 | 5.9 |
| Temp. mín. media (°C) | -8.1 | -7.6 | -5.7 | -3.5 | 0.6 | 4.2 | 7.7 | 6.7 | 4 | -0.5 | -4.8 | -8.2 | -1.3 |
| Temp. mín. abs. (°C) | -23.3 | -24.4 | -18.9 | -18.3 | -12.8 | -5 | -2.2 | -2.2 | -7.2 | -17.2 | -19.4 | -26.7 | -26.7 |
| Precipitación total (mm)                                                                                                   | 221.5 | 199.9 | 163.1 | 82.3 | 52.1 | 17.5 | 15.5 | 3.8 | 16.5 | 57.7 | 92.7 | 174.5 | 1097 |
| Nevadas (cm) | 107.7 | 156.2 | 94.2 | 56.4 | 15.2 | 2.8 | 0 | 0 | 0 | 8.6 | 29.7 | 88.9 | 559.8 |
| Días de precipitaciones (≥ 0.01 in)                                                                                        | 8.8 | 10.0 | 9.5 | 7.7 | 5.7 | 2.4 | 2.1 | 1.5 | 2.2 | 3.9 | 5.6 | 8.2 | 67.6 |
| Días de nevadas (≥ 0.01 in)                                                                                                | 7.7 | 8.4 | 7.4 | 4.6 | 2.0 | 0.3 | 0.0 | 0.0 | 0.0 | 0.9 | 3.7 | 6.6 | 41.6 |
| Fuente n.º 1: NOAA | | | | | | | | | | | | | |
| Fuente n.º 2: National Weather Service                                                                                     | | | | | | | | | | | | | |

| Parámetros climáticos promedio de Giant Forest Visitor Center, Sequoia National Park. Elev: 5646 pies (1720,9 m) | Parámetros climáticos promedio de Giant Forest Visitor Center, Sequoia National Park. Elev: 5646 pies (1720,9 m) | Parámetros climáticos promedio de Giant Forest Visitor Center, Sequoia National Park. Elev: 5646 pies (1720,9 m) | Parámetros climáticos promedio de Giant Forest Visitor Center, Sequoia National Park. Elev: 5646 pies (1720,9 m) | Parámetros climáticos promedio de Giant Forest Visitor Center, Sequoia National Park. Elev: 5646 pies (1720,9 m) | Parámetros climáticos promedio de Giant Forest Visitor Center, Sequoia National Park. Elev: 5646 pies (1720,9 m) | Parámetros climáticos promedio de Giant Forest Visitor Center, Sequoia National Park. Elev: 5646 pies (1720,9 m) | Parámetros climáticos promedio de Giant Forest Visitor Center, Sequoia National Park. Elev: 5646 pies (1720,9 m) | Parámetros climáticos promedio de Giant Forest Visitor Center, Sequoia National Park. Elev: 5646 pies (1720,9 m) | Parámetros climáticos promedio de Giant Forest Visitor Center, Sequoia National Park. Elev: 5646 pies (1720,9 m) | Parámetros climáticos promedio de Giant Forest Visitor Center, Sequoia National Park. Elev: 5646 pies (1720,9 m) | Parámetros climáticos promedio de Giant Forest Visitor Center, Sequoia National Park. Elev: 5646 pies (1720,9 m) | Parámetros climáticos promedio de Giant Forest Visitor Center, Sequoia National Park. Elev: 5646 pies (1720,9 m) | Parámetros climáticos promedio de Giant Forest Visitor Center, Sequoia National Park. Elev: 5646 pies (1720,9 m) |
| Mes | Ene. | Feb. | Mar. | Abr. | May. | Jun. | Jul. | Ago. | Sep. | Oct. | Nov. | Dic. | Anual |
| --- | --- | --- | --- | --- | --- | --- | --- | --- | --- | --- | --- | --- | --- |
| Temp. máx. media (°C)                                                                                            | 8.4 | 8.7 | 10.3 | 12.8 | 17.7 | 22.4 | 26.7 | 26.8 | 23.6 | 17.9 | 11.7 | 7.7 | 16.3 |
| Temp. media (°C)                                                                                                 | 3.3 | 3.4 | 4.8 | 7 | 11.4 | 15.9 | 20.2 | 19.8 | 16.8 | 11.9 | 6.6 | 3.3 | 10.4 |
| Temp. mín. media (°C)                                                                                            | -1.7 | -1.8 | -0.6 | 1.3 | 5.2 | 9.3 | 13.7 | 12.9 | 10.1 | 5.9 | 1.4 | -1.2 | 4.6 |
| Precipitación total (mm)                                                                                         | 192.8 | 181.9 | 173 | 91.7 | 45.2 | 17 | 8.4 | 3.6 | 18 | 49.8 | 109.7 | 155.2 | 1046.2 |
| Humedad relativa (%)                                                                                             | 48.3 | 61.7 | 64.9 | 61.5 | 56.5 | 47.3 | 41.7 | 38.6 | 38.1 | 42.6 | 49.3 | 50.4 | 50.0 |
| Fuente: PRISM Climate Group                                                                                      | | | | | | | | | | | | | |

| Parámetros climáticos promedio de Ash Mountain, California, 1991–2020 normals, extremes 1927–2021 | Parámetros climáticos promedio de Ash Mountain, California, 1991–2020 normals, extremes 1927–2021 | Parámetros climáticos promedio de Ash Mountain, California, 1991–2020 normals, extremes 1927–2021 | Parámetros climáticos promedio de Ash Mountain, California, 1991–2020 normals, extremes 1927–2021 | Parámetros climáticos promedio de Ash Mountain, California, 1991–2020 normals, extremes 1927–2021 | Parámetros climáticos promedio de Ash Mountain, California, 1991–2020 normals, extremes 1927–2021 | Parámetros climáticos promedio de Ash Mountain, California, 1991–2020 normals, extremes 1927–2021 | Parámetros climáticos promedio de Ash Mountain, California, 1991–2020 normals, extremes 1927–2021 | Parámetros climáticos promedio de Ash Mountain, California, 1991–2020 normals, extremes 1927–2021 | Parámetros climáticos promedio de Ash Mountain, California, 1991–2020 normals, extremes 1927–2021 | Parámetros climáticos promedio de Ash Mountain, California, 1991–2020 normals, extremes 1927–2021 | Parámetros climáticos promedio de Ash Mountain, California, 1991–2020 normals, extremes 1927–2021 | Parámetros climáticos promedio de Ash Mountain, California, 1991–2020 normals, extremes 1927–2021 | Parámetros climáticos promedio de Ash Mountain, California, 1991–2020 normals, extremes 1927–2021 |
| Mes                                                                                               | Ene.                                                                                              | Feb.                                                                                              | Mar.                                                                                              | Abr.                                                                                              | May.                                                                                              | Jun.                                                                                              | Jul.                                                                                              | Ago.                                                                                              | Sep.                                                                                              | Oct.                                                                                              | Nov.                                                                                              | Dic.                                                                                              | Anual                                                                                             |
| ------------------------------------------------------------------------------------------------- | ------------------------------------------------------------------------------------------------- | ------------------------------------------------------------------------------------------------- | ------------------------------------------------------------------------------------------------- | ------------------------------------------------------------------------------------------------- | ------------------------------------------------------------------------------------------------- | ------------------------------------------------------------------------------------------------- | ------------------------------------------------------------------------------------------------- | ------------------------------------------------------------------------------------------------- | ------------------------------------------------------------------------------------------------- | ------------------------------------------------------------------------------------------------- | ------------------------------------------------------------------------------------------------- | ------------------------------------------------------------------------------------------------- | ------------------------------------------------------------------------------------------------- |
| Temp. máx. abs. (°C)                                                                              | 28.9                                                                                              | 29.4                                                                                              | 31.7                                                                                              | 36.1                                                                                              | 41.1                                                                                              | 45.6                                                                                              | 47.8                                                                                              | 46.7                                                                                              | 44.4                                                                                              | 39.4                                                                                              | 34.4                                                                                              | 27.8                                                                                              | '                                                                                                 |
| Temp. máx. media (°C)                                                                             | 14.2                                                                                              | 15.7                                                                                              | 17.9                                                                                              | 20.5                                                                                              | 26                                                                                                | 31.9                                                                                              | 36.2                                                                                              | 35.9                                                                                              | 32.9                                                                                              | 26.2                                                                                              | 18.7                                                                                              | 13.8                                                                                              | 24.2                                                                                              |
| Temp. media (°C)                                                                                  | 8.8                                                                                               | 10.2                                                                                              | 11.9                                                                                              | 14                                                                                                | 19.1                                                                                              | 24.4                                                                                              | 28.3                                                                                              | 27.9                                                                                              | 24.9                                                                                              | 19                                                                                                | 12.6                                                                                              | 8.6                                                                                               | 17.5                                                                                              |
| Temp. mín. media (°C)                                                                             | 3.5                                                                                               | 4.8                                                                                               | 6                                                                                                 | 7.4                                                                                               | 12.1                                                                                              | 16.9                                                                                              | 20.6                                                                                              | 20.1                                                                                              | 16.9                                                                                              | 11.9                                                                                              | 6.6                                                                                               | 3.3                                                                                               | 10.8                                                                                              |
| Temp. mín. abs. (°C)                                                                              | -7.8                                                                                              | -6.1                                                                                              | -6.7                                                                                              | -3.9                                                                                              | 0.6                                                                                               | 3.3                                                                                               | 8.3                                                                                               | 7.2                                                                                               | 4.4                                                                                               | -2.2                                                                                              | -6.7                                                                                              | -8.3                                                                                              | '                                                                                                 |
| Precipitación total (mm)                                                                          | 124.2                                                                                             | 109                                                                                               | 102.1                                                                                             | 63                                                                                                | 31.2                                                                                              | 9.4                                                                                               | 3.6                                                                                               | 0.5                                                                                               | 4.6                                                                                               | 31.5                                                                                              | 61.2                                                                                              | 94.5                                                                                              | 634.7                                                                                             |
| Nevadas (cm)                                                                                      | 0.3                                                                                               | 0                                                                                                 | 0.3                                                                                               | 0                                                                                                 | 0                                                                                                 | 0                                                                                                 | 0                                                                                                 | 0                                                                                                 | 0                                                                                                 | 0                                                                                                 | 0                                                                                                 | 0                                                                                                 | 0.5                                                                                               |
| Días de precipitaciones (≥ 0.01 in)                                                               | 9.3                                                                                               | 10.6                                                                                              | 9.6                                                                                               | 6.6                                                                                               | 4.6                                                                                               | 1.3                                                                                               | 0.9                                                                                               | 0.4                                                                                               | 1.5                                                                                               | 3.5                                                                                               | 6.1                                                                                               | 8.4                                                                                               | 62.8                                                                                              |
| Días de nevadas (≥ 0.1 in)                                                                        | 0.2                                                                                               | 0.0                                                                                               | 0.1                                                                                               | 0.0                                                                                               | 0.0                                                                                               | 0.0                                                                                               | 0.0                                                                                               | 0.0                                                                                               | 0.0                                                                                               | 0.0                                                                                               | 0.0                                                                                               | 0.0                                                                                               | 0.3                                                                                               |
| Fuente: NOAA                                                                                      |                                                                                                   |                                                                                                   |                                                                                                   |                                                                                                   |                                                                                                   |                                                                                                   |                                                                                                   |                                                                                                   |                                                                                                   |                                                                                                   |                                                                                                   |                                                                                                   |                                                                                                   |

## Geología

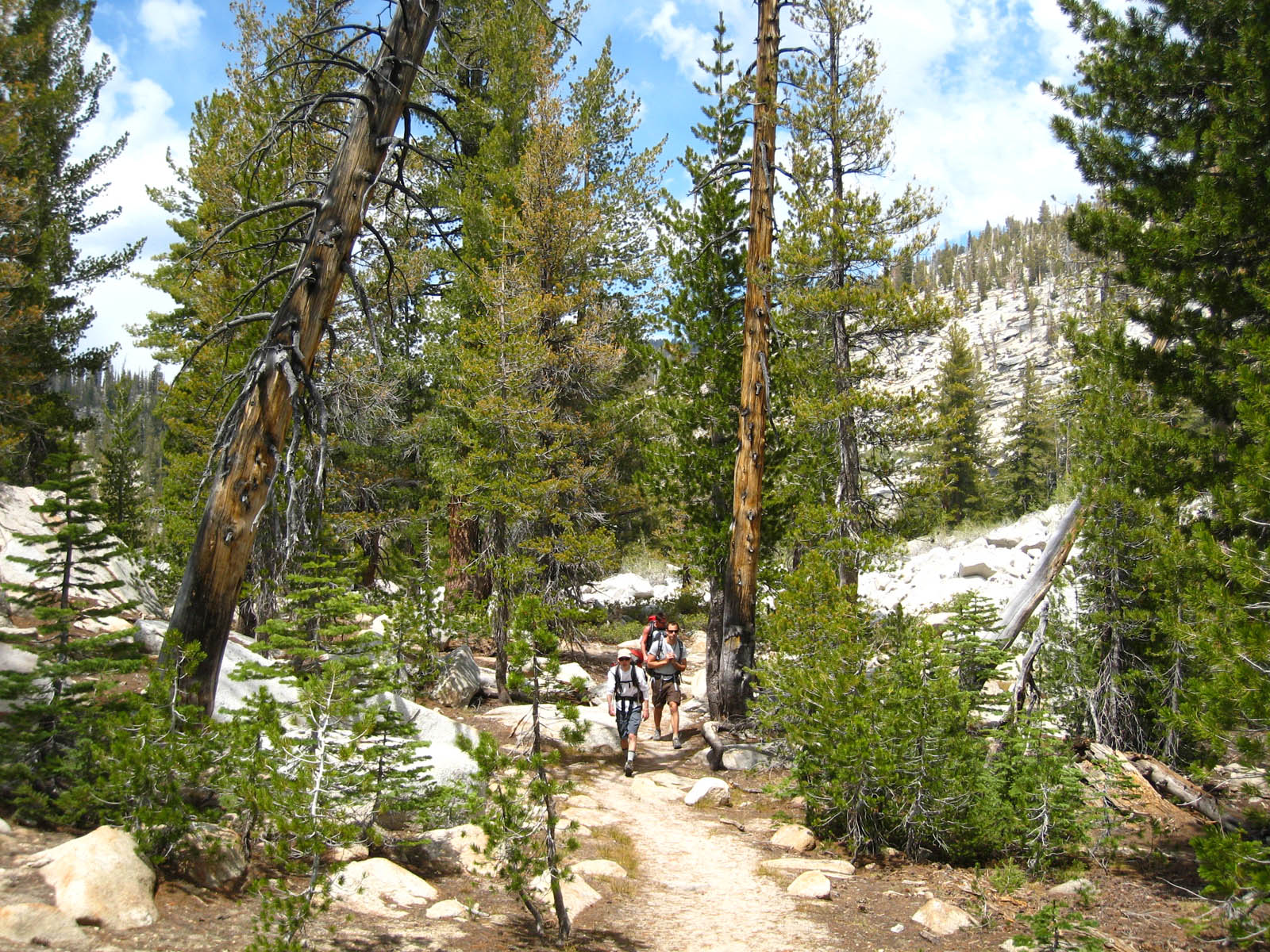
Panorama de la Sierra Alta en California

El Parque Nacional de las Secuoyas contiene una porción significativa de la Sierra Nevada  El paisaje montañoso del parque incluye la montaña más alta de los Estados Unidos contiguos, el Monte Whitney, que se eleva a 4,421 m sobre el nivel del mar.  La Gran Divisoria Occidental corre paralela a la cresta de la Sierra y es visible en varios lugares del parque, por ejemplo, Mineral King, Moro Rock y Giant Forest. Los picos de la Gran Divisoria Occidental se elevan a más de 3,700 m. Profundos cañones se encuentran entre las montañas, incluyendo el Valle Tokopah sobre Lodgepole, el Cañón Profundo en la bifurcación Marble Fork del río Kaweah y el Cañón Kern en la zona rural del parque, que tiene más de 1,500 m de profundidad a lo largo de 50 km. 
La mayoría de las montañas y cañones de la Sierra Nevada están compuestos de rocas graníticas. Estas rocas, como el granito, la diorita y la monzonita, se formaron cuando la roca fundida se enfrió muy por debajo de la superficie de la tierra. La roca fundida fue el resultado de un proceso geológico conocido como subducción. Poderosas fuerzas en la tierra empujaron la masa continental bajo las aguas del Océano Pacífico por debajo del subcontinente norteamericano que avanzaba. El agua hirviente impulsada desde el fondo del océano en subducción migró hacia arriba y derritió la roca a medida que avanzaba. Este proceso tuvo lugar durante el Período Cretácico, hace 100 millones de años. Las rocas graníticas tienen una apariencia moteada de sal y pimienta porque contienen varios minerales, incluidos cuarzo, feldespatos y micas. Valhalla, o las Alas de Ángel, son prominentes acantilados graníticos que se elevan sobre las cabeceras de la bifurcación media del río Kaweah. 
La Sierra Nevada es una cordillera joven, probablemente de no más de 10 millones de años. Fuerzas terrestres, probablemente asociadas con el desarrollo de la Gran Cuenca, forzaron la elevación de las montañas. Durante los últimos 10 millones de años, al menos cuatro glaciaciones han cubierto las montañas con un grueso manto de hielo. Los glaciares se forman y desarrollan durante largos períodos de clima frío y húmedo. Los glaciares se mueven muy lentamente a través de las montañas, excavando valles profundos y picos escarpados. La extensa historia de glaciación dentro de la cordillera y la naturaleza resistente a la erosión de las rocas graníticas que conforman la mayor parte de la Sierra Nevada han creado un paisaje de valles colgantes, cascadas, picos escarpados, lagos alpinos (como el lago Mono ) y cañones glaciares. 

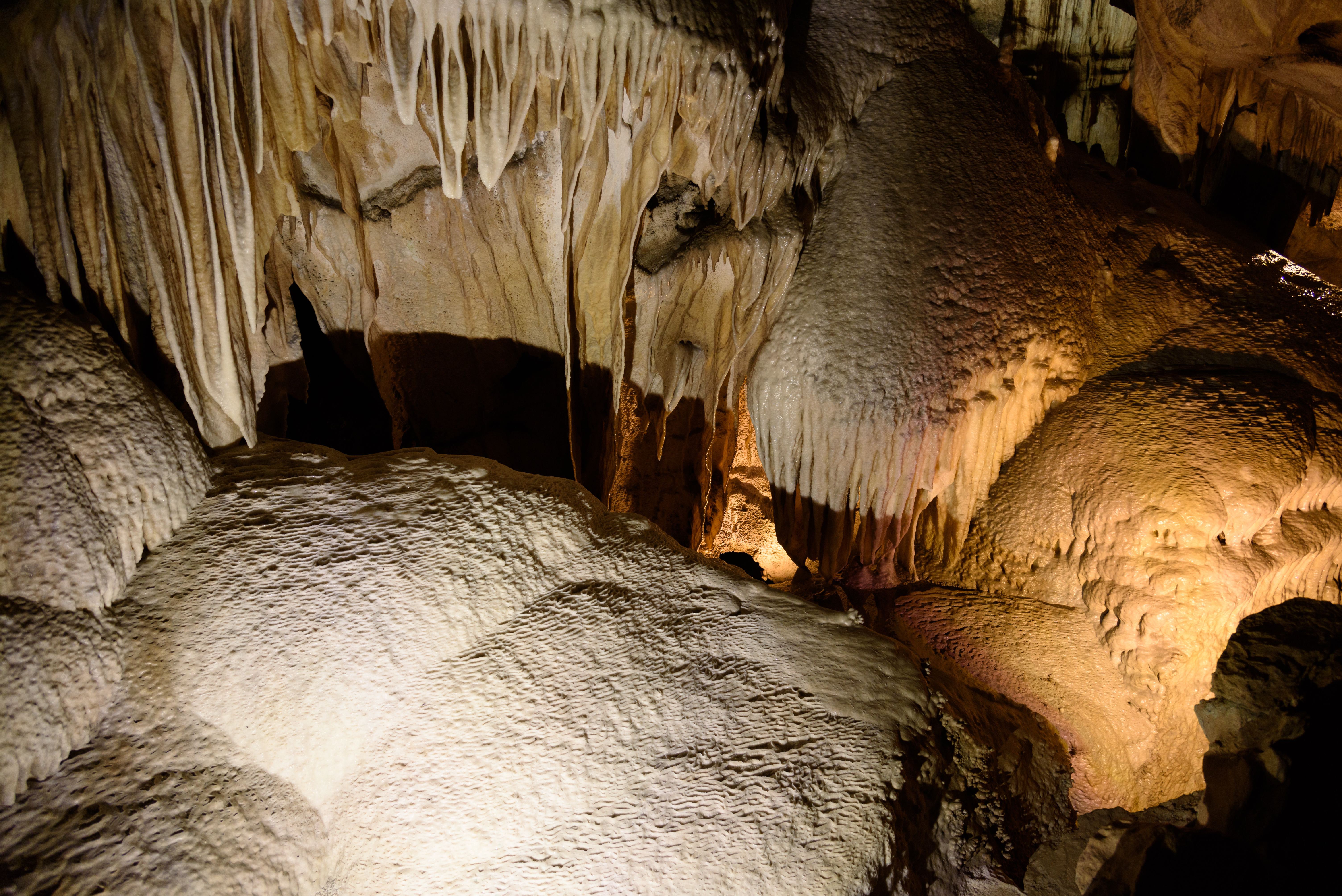
Estalactitas de Calcita en Crystal Cave

Las cuevas del parque, como la mayoría de las cuevas en la Sierra Nevada de California, son principalmente cuevas de solución disueltas a partir del mármol. La roca de mármol es esencialmente piedra caliza que se metamorfoseó por el calor y la presión de la formación y elevación del Batolito de Sierra Nevada. La rápida elevación del batolito durante los últimos 10 millones de años condujo a una rápida erosión de las rocas metamórficas en las elevaciones más altas, exponiendo el granito debajo; por lo tanto, la mayoría de las cuevas de Sierra Nevada se encuentran en las elevaciones medias y bajas debajo de los 2100 m, aunque algunas cuevas se encuentran en el parque a elevaciones de hasta 3000 m, como la White Chief Cave y la Cirque Cave en Mineral King. Estas cuevas están talladas en la roca por los abundantes arroyos estacionales del parque. La mayoría de las cuevas más grandes del parque tienen, o tuvieron, arroyos hundidos que las atraviesan.
El parque contiene más de 270 cuevas conocidas, incluyendo la cueva Lilburn, la más larga de California, con casi 27 km de pasajes estudiados.  La única cueva comercial abierta a los visitantes del parque es la cueva Crystal, la segunda más larga del parque, con más de 5,5 km. La Crystal Cave  fue descubierta el 28 de abril de 1918 por Alex Medley y Cassius Webster.  La cueva tiene una temperatura constante de 9 °C y solo se puede acceder mediante visita guiada.
Con frecuencia se descubren cuevas en el parque, siendo la más importante descubierta en la actualidad la Ursa Minor Cave en agosto de 2006. 

## Ecología
El Parque Nacional de las Secuoyas abarca muchas clasificaciones de zonas ecológicas, siendo la zona más alta la que consiste en vegetación de tundra, seguida por los bosques de coníferas de California, con chaparral en las elevaciones más bajas del parque. 
A principios de la década de 2000, la empresa maderera Sierra Pacific Industries comenzó a crear un banco de genes vivos de árboles utilizando semillas cosechadas en el parque.

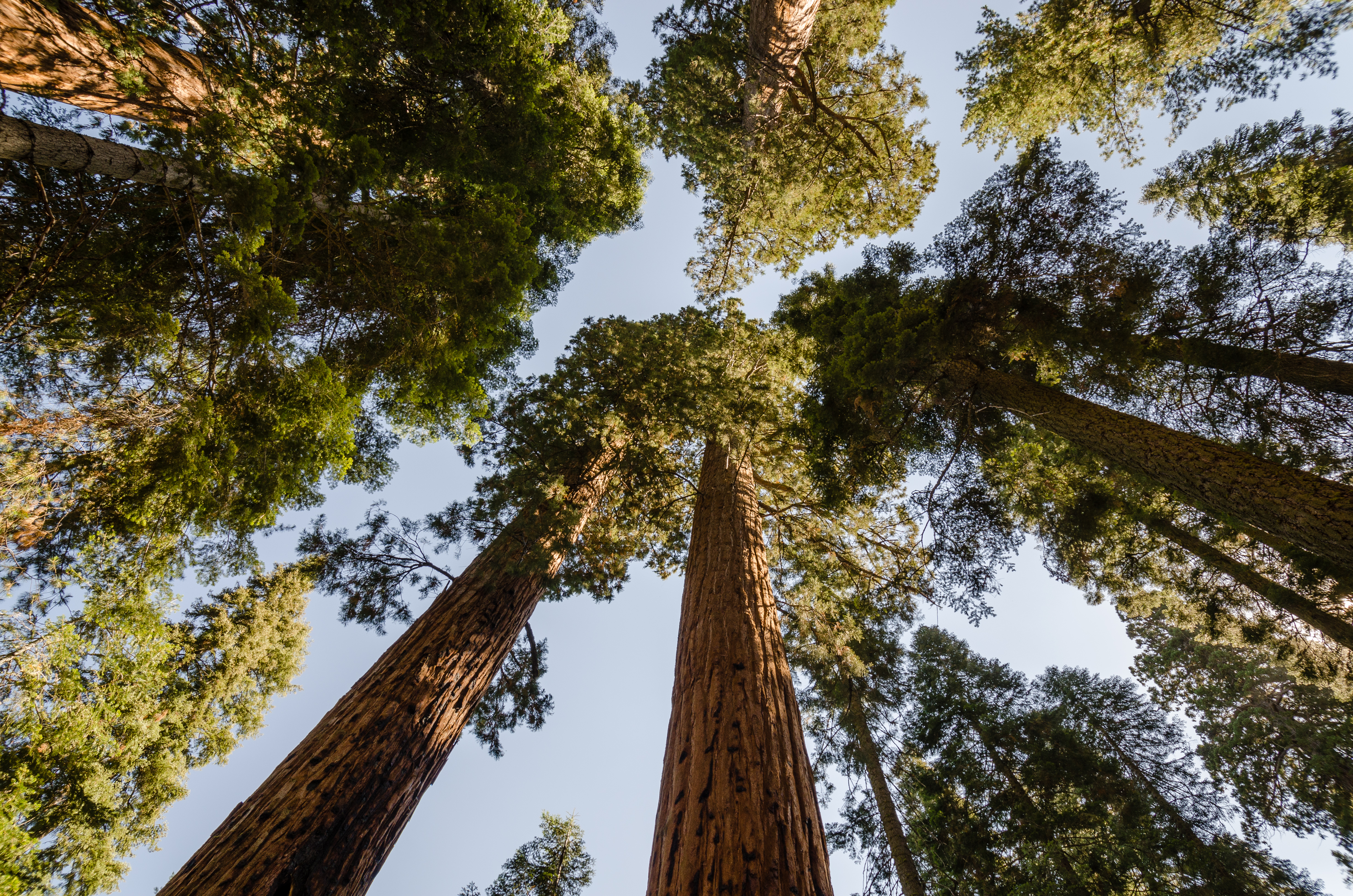
Vista de árboles de Secuoya en el Parque Nacional

Los animales que habitan este parque son el coyote, el tejón, el oso negro, el borrego cimarrón, el venado, el zorro, el puma, pájaros carpinteros, tortugas, búhos, la zarigüeya, serpientes, el castor, ranas y la rata almizclera.

## Atracciones del parque

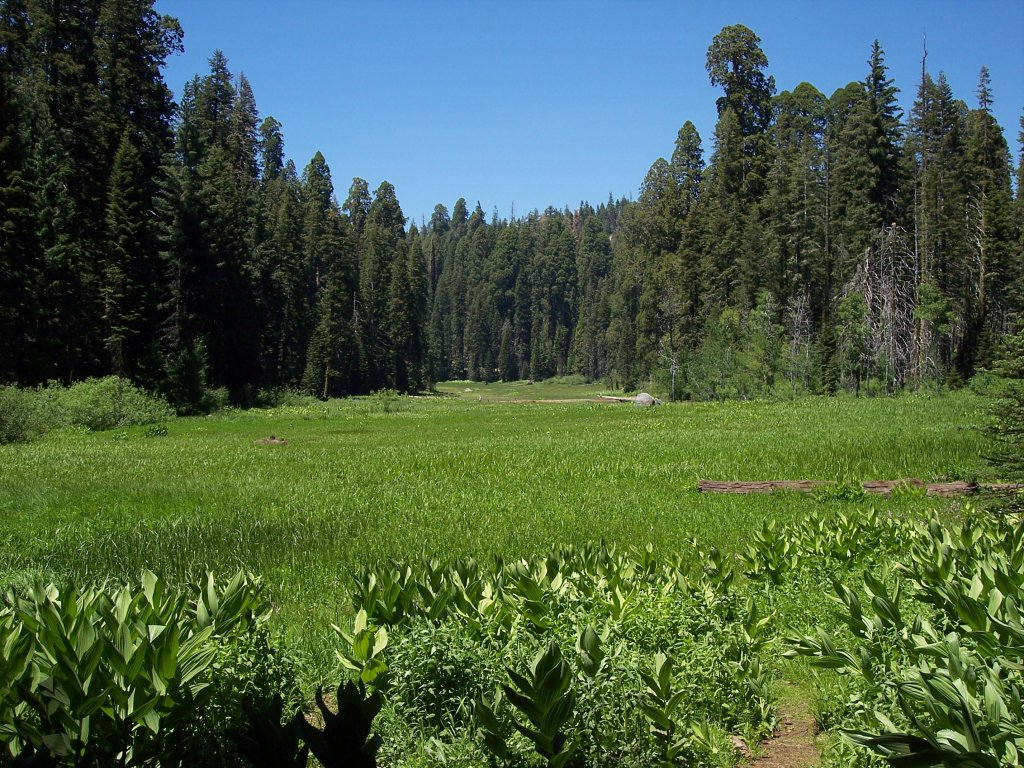
Crescent Meadow en Giant Forest: apodada "La Gema de la Sierra" por John Muir

Además de realizar caminatas, acampar, pescar y hacer senderismo, las siguientes atracciones son puntos destacados para muchos visitantes del parque:
- Sendero del General Sherman Un sendero pavimentado de ida y vuelta de 0,8 millas que desciende desde el estacionamiento hasta la base del árbol y serpentea a través de un bosque de secuoyas gigantes.
- Tunnel Log es una secuoya gigante caída en el parque. El árbol, que medía 84 m de altura y 6,4 m de diámetro, cayó sobre una carretera del parque en 1937 debido a causas naturales. Al año siguiente, un equipo excavó un túnel de 2,4 m de altura y 5,2 m de ancho a través del tronco, lo que permitió que la carretera volviera a ser transitable. [38]
- Cataratas Tokopah. El sendero a las cataratas Tokopah comienza justo después del puente de Marble Fork, en el campamento Lodgepole. Es una caminata fácil de 2,7 km (solo ida) a lo largo de Marble Fork en el río Kaweah hasta los impresionantes acantilados de granito y la cascada del cañón Tokopah. Las cataratas Tokopah tienen una altura de 370 metros y alcanzan su máximo esplendor a principios del verano.
- Crescent Meadow es una pequeña pradera rodeada de sequoias en la región de Giant Forest. Esta pradera de montaña serrana marca el final occidental del Sendero de la Sierra Alta, que se extiende desde la pradera a través de la Gran Divisoria Occidental hasta el Monte Whitney. El pionero Hale Tharp se estableció en esta pradera y en Log Meadow. John Muir visitó esta pradera en numerosas ocasiones y la llamó la "Gema de la Sierra". La pradera se encuentra al final de una carretera pavimentada de cinco kilómetros que sale de la Carretera General, cerca del Museo de Giant Forest.
- Moro Rock es una cúpula de granito ubicada en el centro del parque, en el nacimiento del arroyo Moro, entre Giant Forest y Crescent Meadow. Una escalera de 351 escalones, construida en la década de 1930 por el Cuerpo Civil de Conservación, está excavada sobre la roca, para que los visitantes puedan subir a pie. La escalera está inscrita en el Registro Nacional de Lugares Históricos. La vista desde la roca abarca gran parte del parque, incluyendo la Gran Divisoria Occidental. Tiene una altitud de 2050 m.
- Las zonas de acampada del parque incluyen tres en la zona de las colinas: Potwisha (42 sitios), Buckeye Flat (28 sitios) y South Fork (10 sitios). Cuatro zonas para acampar se encuentran a mayor altitud, con predominio de coníferas , entre 2000 y 2300 m: Atwell Mill (21 sitios), Cold Springs (40 sitios), Lodgepole (214 sitios) y Dorst Creek (204 sitios).
- El Museo de Giant Forest ofrece información sobre las secuoyas gigantes y la historia de la humanidad en el bosque. Este museo histórico fue construido en 1928 por el arquitecto Gilbert Stanley Underwood.

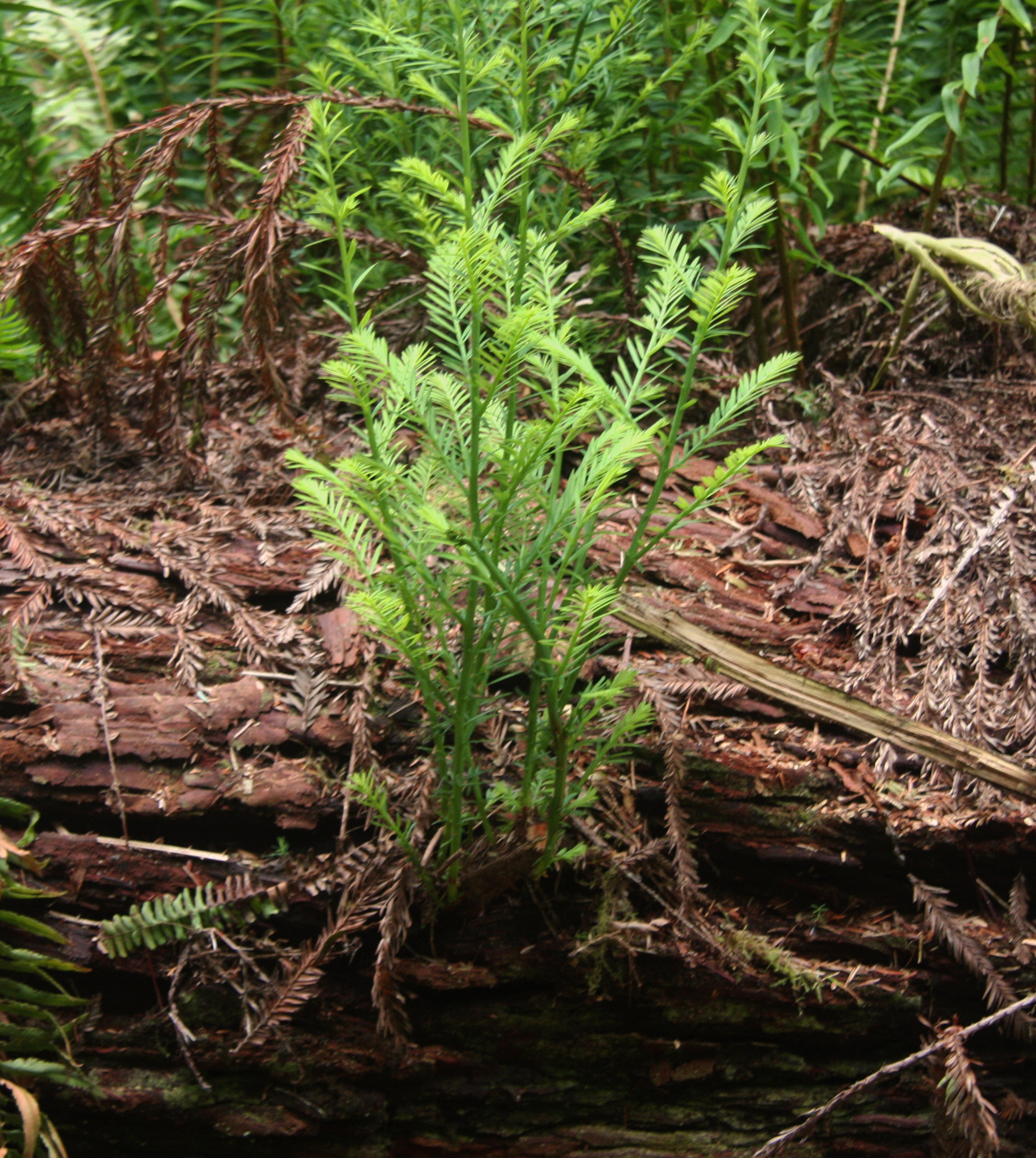
Brotes de secuoya que germinaron de una semilla

## En la cultura popular
El sistema de Apple MacOS Sequoia fue nombrado en honor al parque nacional. 

Logo de MacOs Sequoia

## Galería

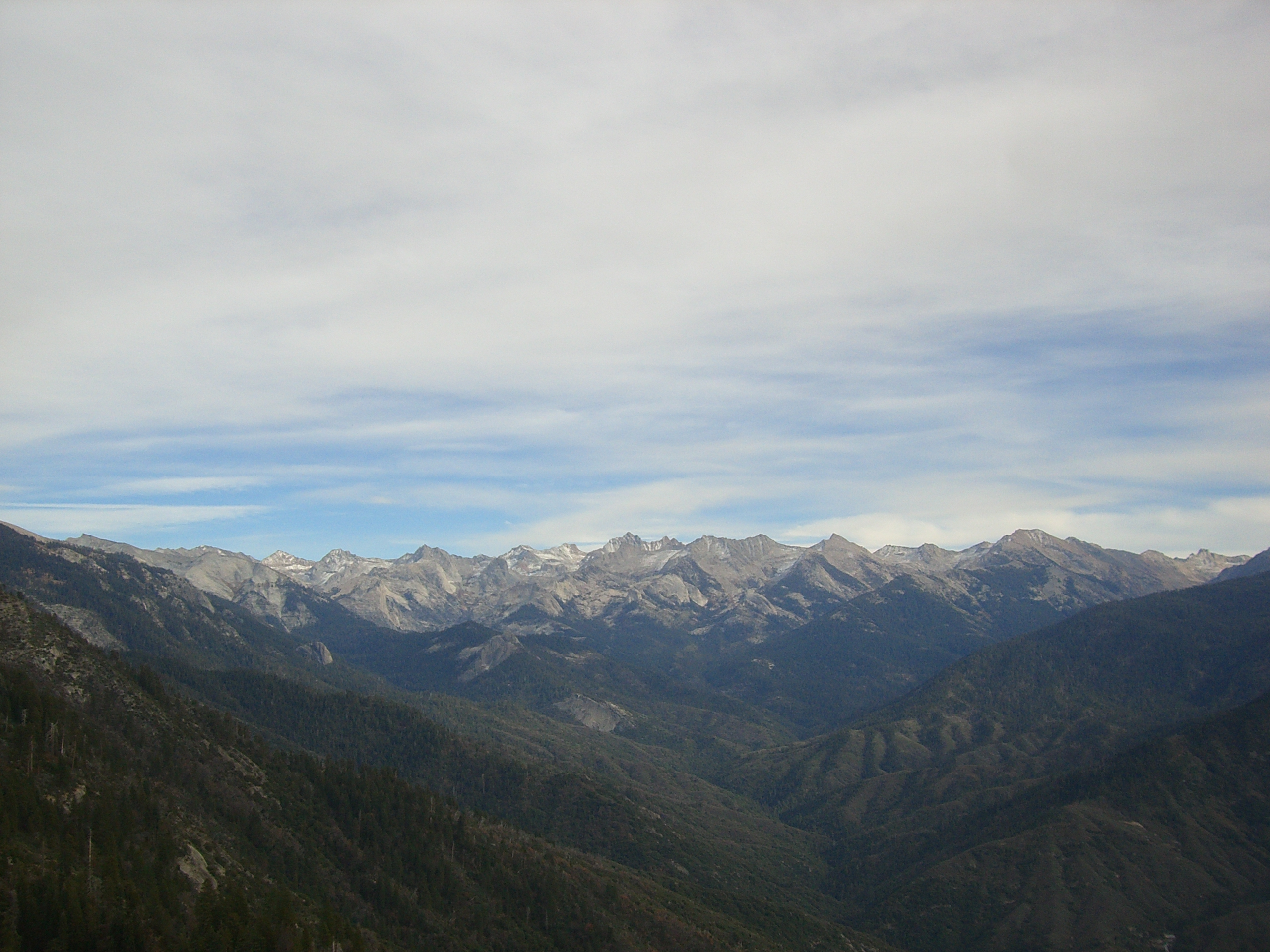
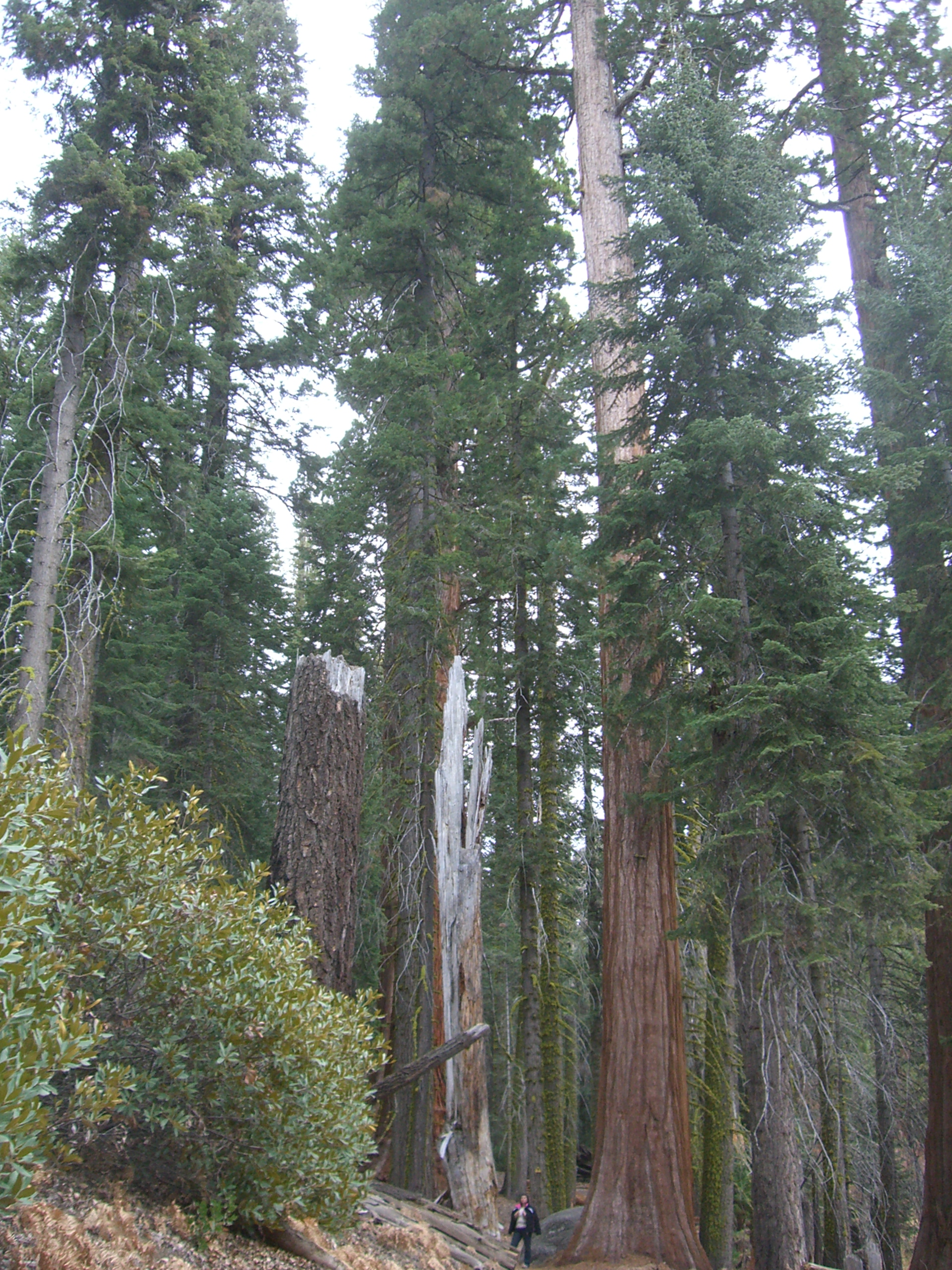
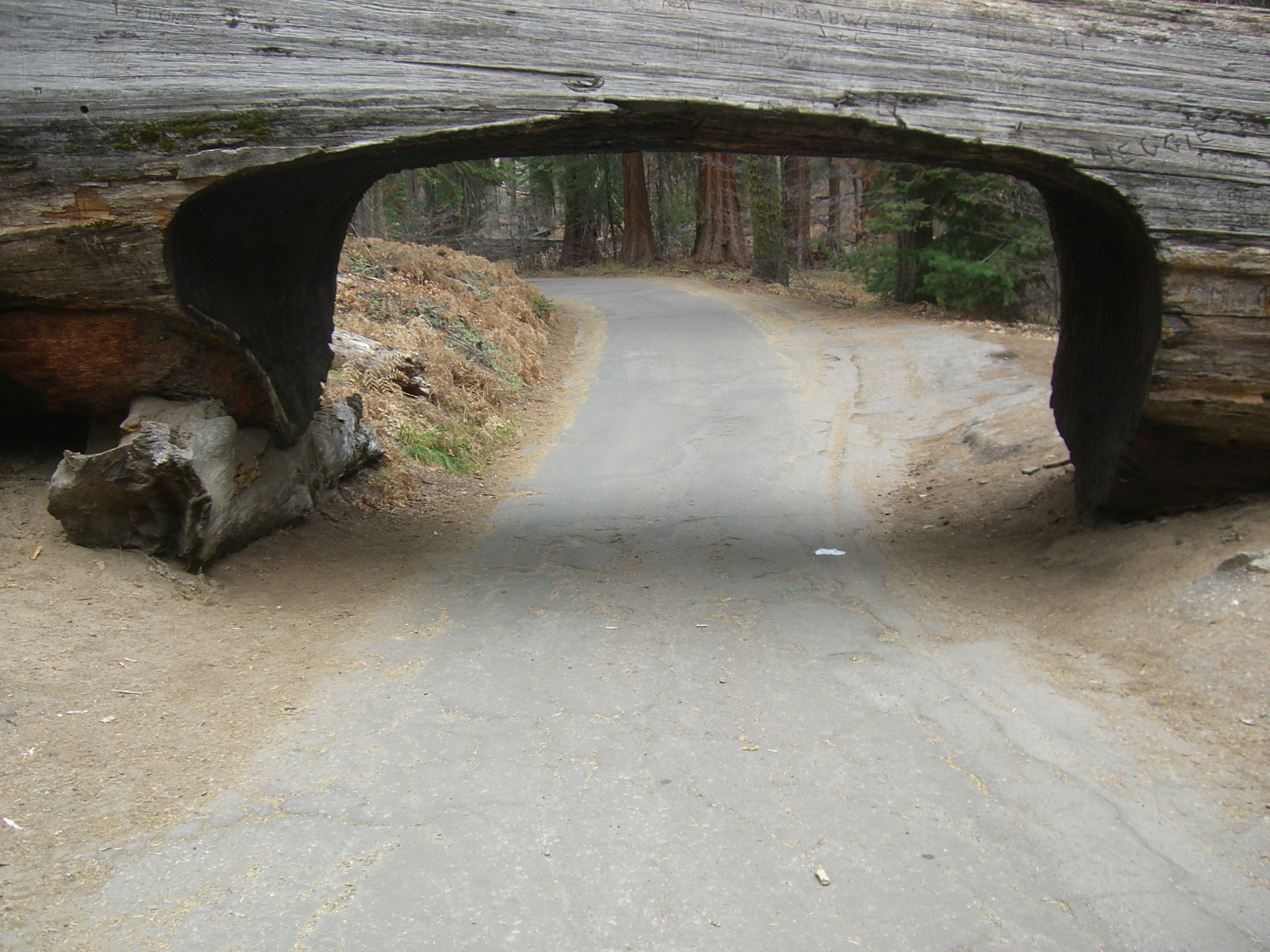
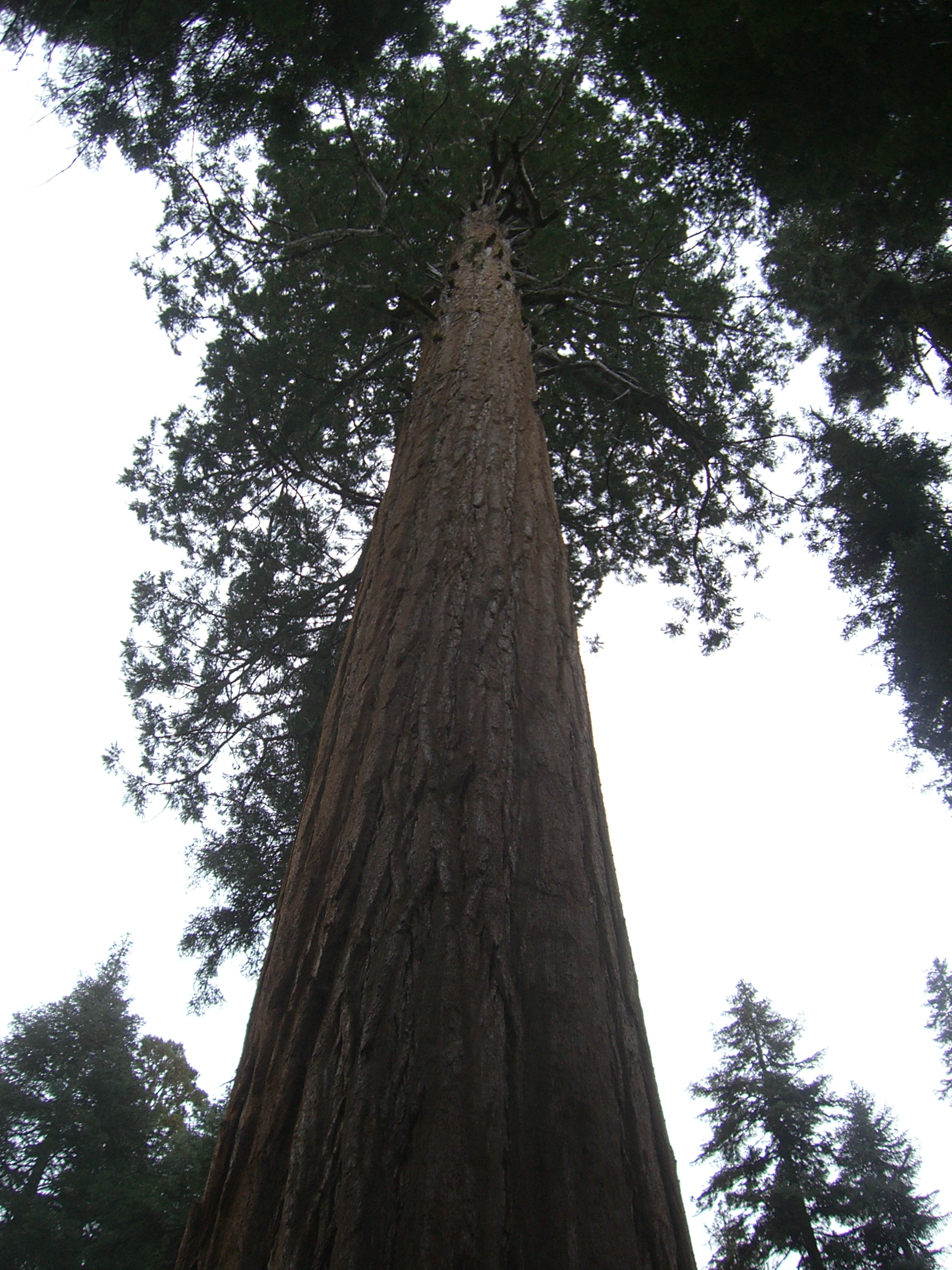
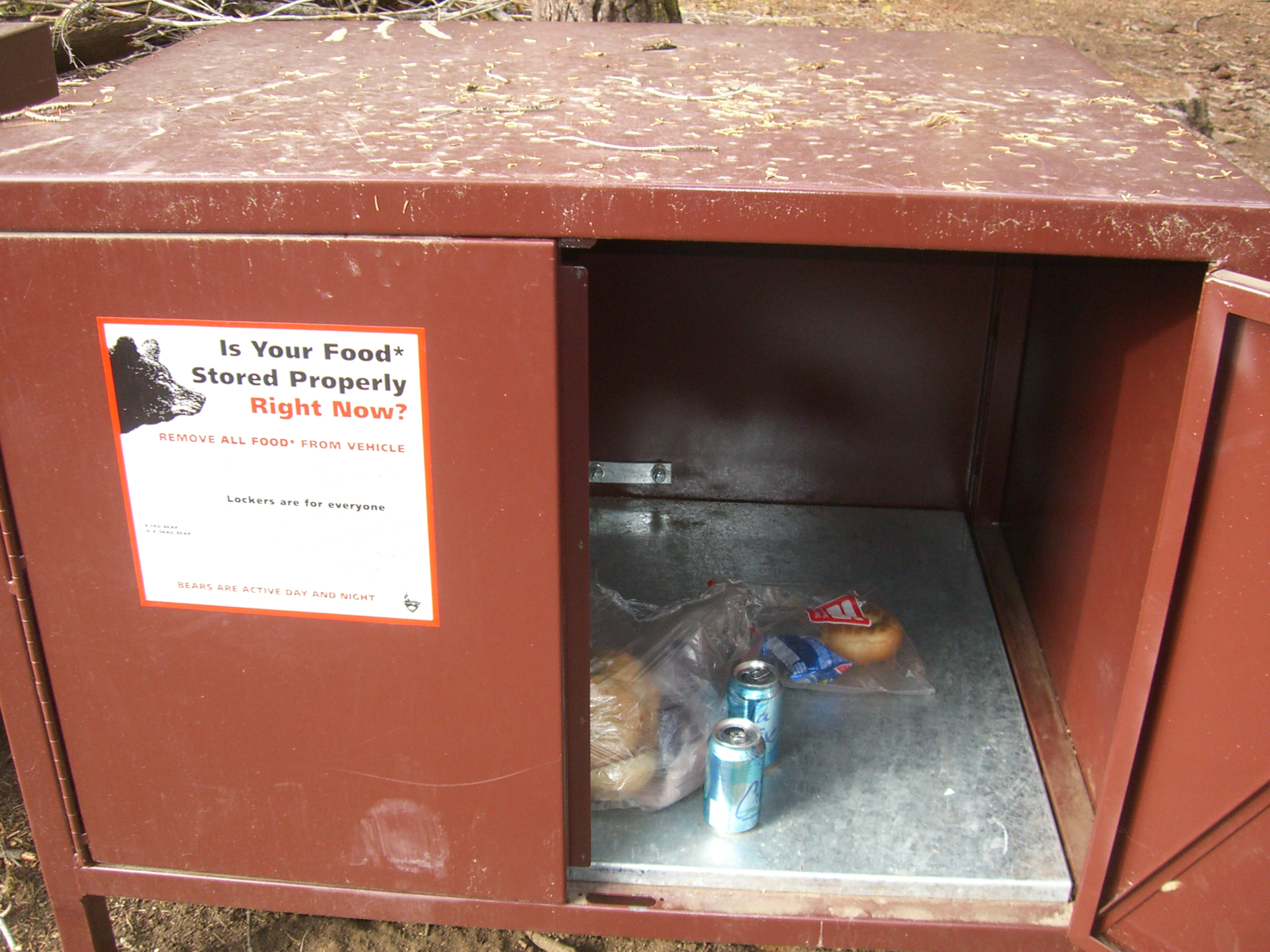
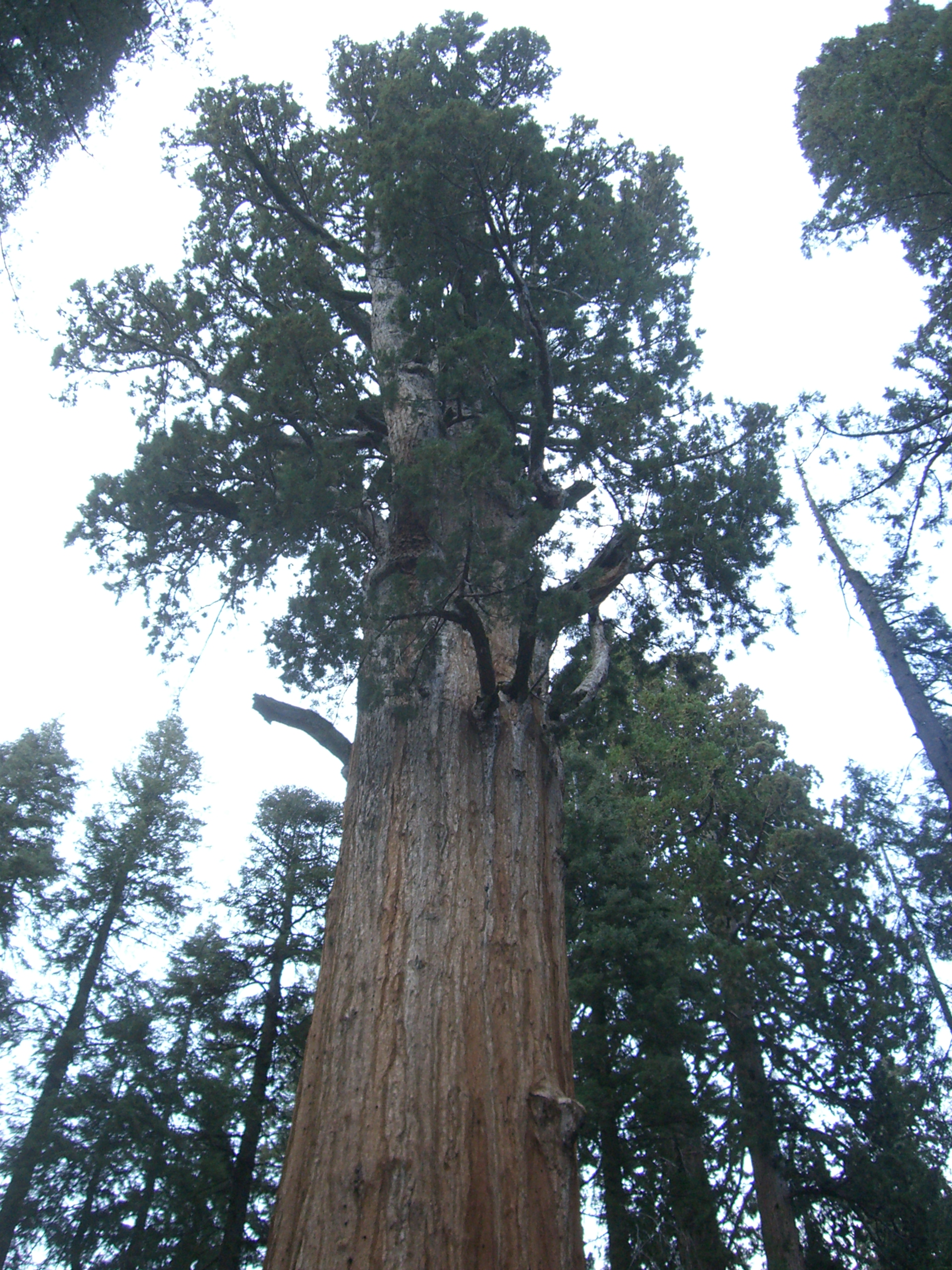
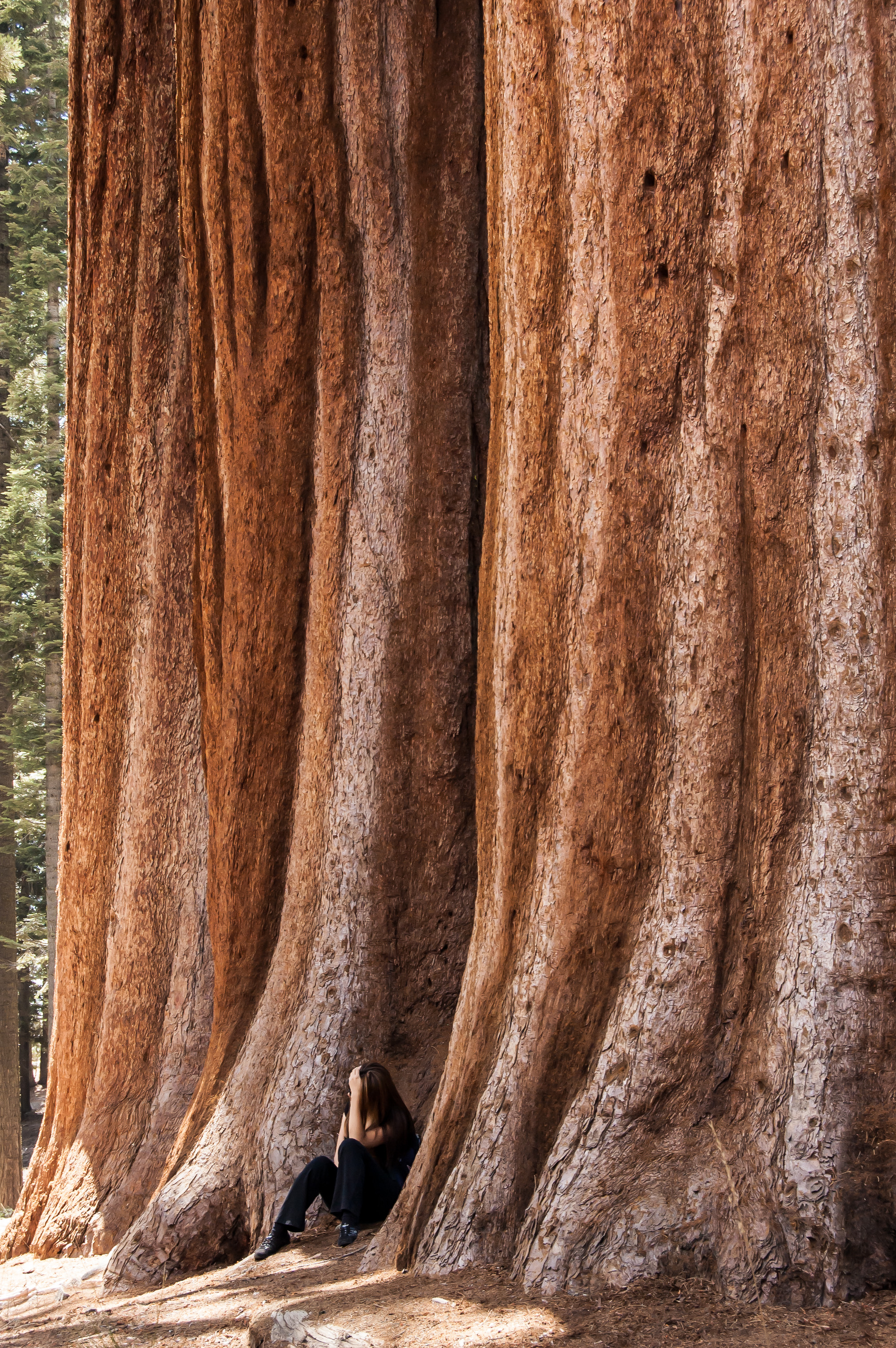
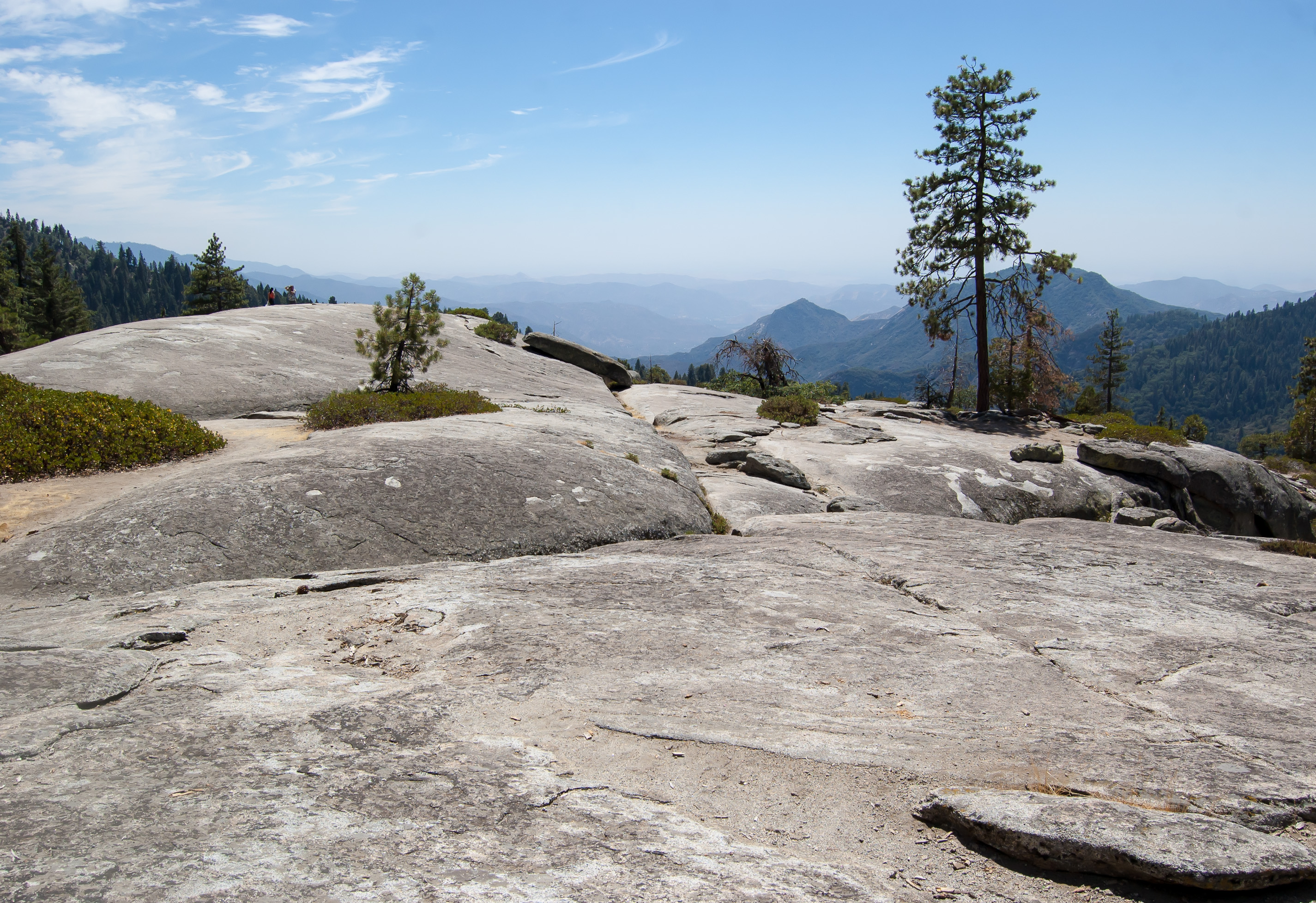
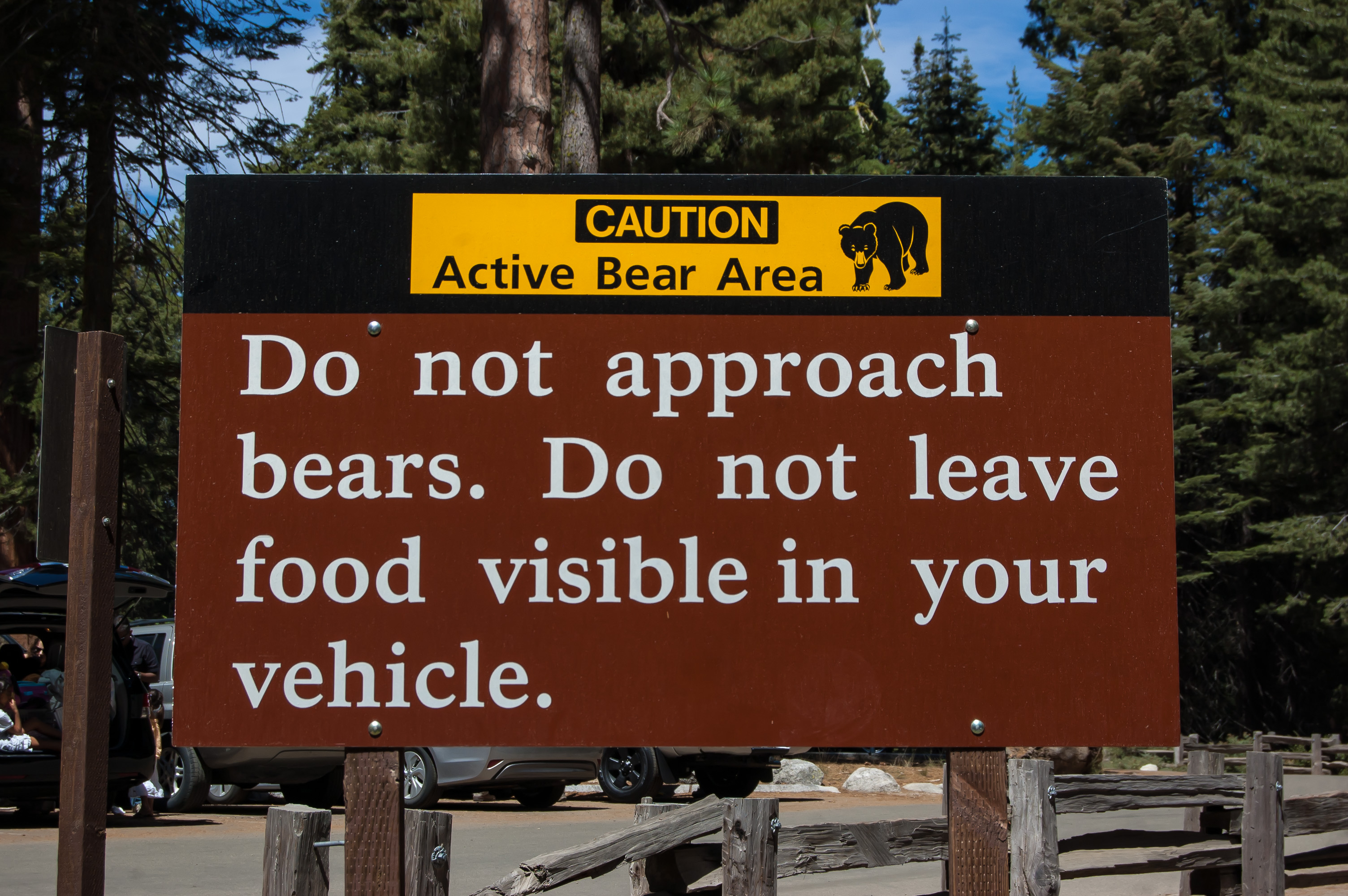
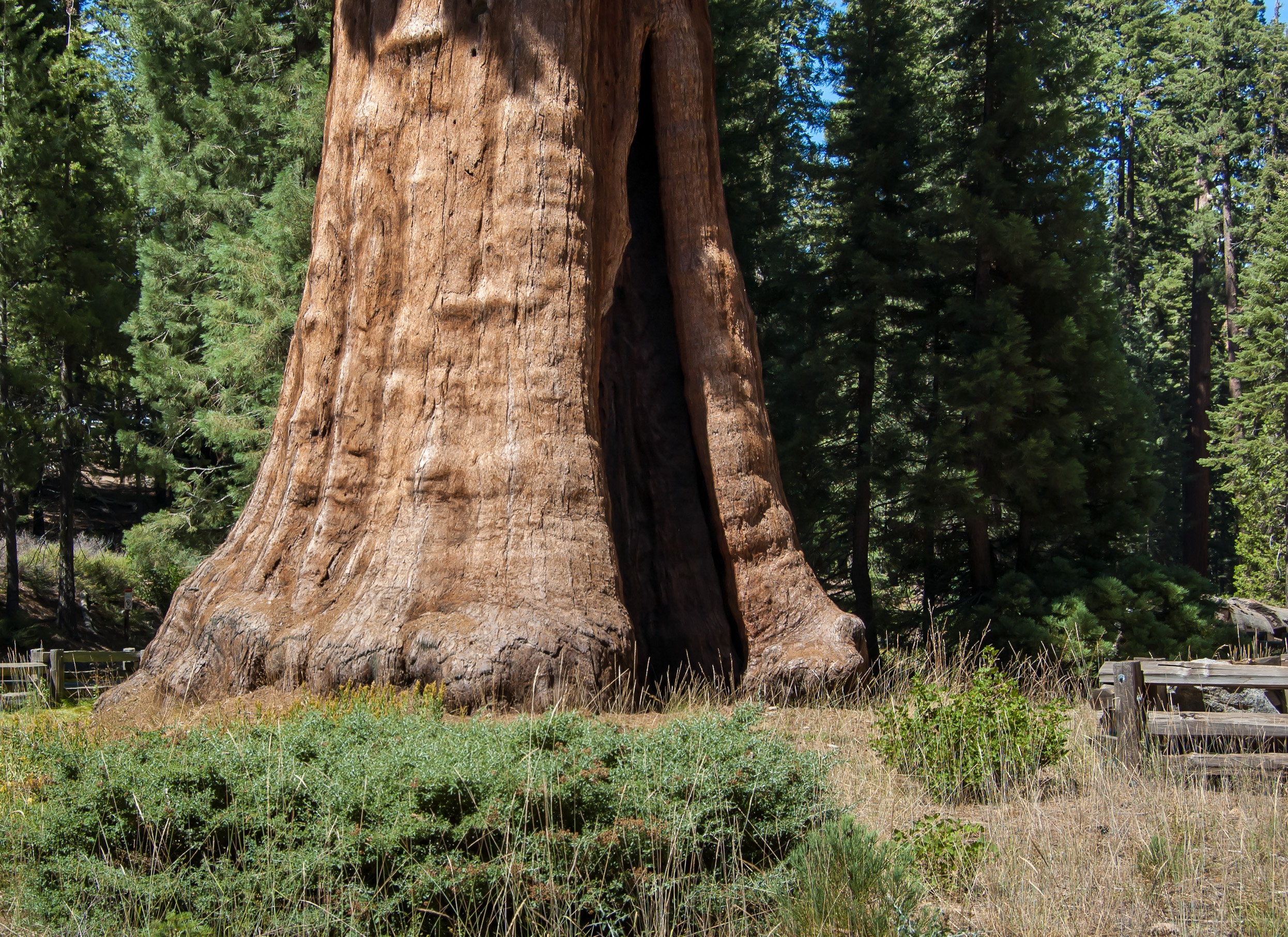